# Hew Fraser
Hew Thomson Fraser (25. juli 1877 i Glasgow – 11. august 1938) var en skotsk hockeyspiller som deltog i OL 1908 i London.
Fraser vandt en bronzemedalje i hockey under OL 1908 i London. Han var med på det skotsk hold som kom på en delt tredjeplads i hockeyturneringen.